# Bahram Afzali
Bahram Afzali (Qom, 6 dicembre 1937 – Teheran, 25 febbraio 1984) è stato un militare iraniano, comandante della Marina militare della Repubblica Islamica dell'Iran dal maggio/giugno 1980 al 24 aprile 1983. Venne giustiziato per la sua appartenenza clandestina al Partito Iraniano del Tudeh nel 1984.

## Carriera militare
Afzali nacque nel 1937 nella città di Qom, suo padre era un chierico. Entrò in servizio nella Marina imperiale iraniana nel 1957 e venne inviato in Italia per un'istruzione supplementare. Nel 1961 ottenne una laurea dall'Accademia navale italiana, dove venne addestrato in ingegneria meccanica e costruzione navale. In seguito ottenne anche un dottorato di ricerca in architettura navale e sottomarina nel 1970.
Afzali era un ingegnere e capitano nella Marina imperiale iraniana. Dopo la rivoluzione islamica in Iran nel 1979 continuò a servire nella marina e prese parte alla Guerra Iran-Iraq. L'allora presidente dell'Iran Abolhassan Banisadr lo nominò a comandante della marina nel giugno 1980. Venne nominato anche a consigliere speciale dell'allora presidente del parlamento iraniano Ali Akbar Hashemi Rafsanjani.

## Arresto, processo e morte
All'inizio del 1983 Afzali insieme ad altri migliaia di membri del Partito Iraniano del Tudeh venne arrestato del regime iraniano. Il processo venne condotto sotto forma di un tribunale militare nel dicembre 1983 e 32 degli imputati vennero condannati a morte. La pubblica accusa era gestita dal giudice Mohammad Reyshahri che interrogò anche Mahdi Hashemi nel 1986. L'ubicazione del tribunale non è mai stata rivelata.
Dieci dei membri del Tudeh vennero giustiziati. Il 25 febbraio 1984 Afzali stesso venne giustiziato con l'accusa di spionaggio a favore dell'Unione Sovietica.